# Гай Цилний Меценат
 Тази статия е за личност.  За понятието вижте Меценат.  
Гай Цилний Меценат (на латински: Gaius Cilnius Maecenas) е древноримски политик и дипломат, доверен приятел и политически съветник на римския император Октавиан Август. Патрон на така наречената нова генерация от „Августовски поети“. Името му става пословично за богат покровител на изкуствата.

## Произход
Меценат произхожда от древния етруски род Цилнии (Cilnii). Роден е, както се предполага някъде около 70 пр.н.е. в Арециум. По рождение принадлежи към съсловието на конниците. Предполага се че е учил реторика и философия в Рим и Неапол, знае се че е владеел гръцки и латински език. Убеден от нуждата от монархическо управление на Рим, в лицето на Октавиан вижда идеалния управител. По време на гражданските войни Меценат застава на страната на Октавиан и често изпълнява важни поръчения.

## Съветник на Август
За първи път името му се появява в историята през 43 пр.н.е. когато Октавиан се завръща в Италия след убийството на Цезар. Октавиан, Марк Агрипа и Меценат преговарят в Кампания с македонските легиони и успяват да ги спечелят на тяхна страна. След това през 40 пр.н.е. е ангажиран от Октавиан да организира сватбата му със Скрибония и после помага при преговорите в Бриндизи и сдобряването с Марк Антоний.Така, през 40 пр.н.е. при посредничеството на Луций Кокцей Нерва и със съдействието на Меценат и Гай Азиний Полион в Бриндизи се сключва мирния договор между Октавиан и Марк Антоний.
Когато през пролетта на 37 пр.н.е. Антоний отново се връща в Италия и отново има разногласия между триумвирите, сестрата на Окатвиан – Октавия, Кокцей Нерва, Гай Меценат и Гай Фонтей Капитон, действат като посредници между тях. Чрез усилията на тримата мъже и сестрата на Октавиан през 37 пр.н.е. между триумвирите се сключва договора от Тарент, по силата на който властта на триумвирата е удължена за още пет години.
По време на войната със Секст Помпей (син на Помпей Велики) на два пъти успокоява народното недоволство в Рим.
Меценат заедно с Марк Агрипа са най-доверените и влиятелни помощници на Август и вземат дейно участие в управлението на държавата и укрепването на властта. До края на войната с Антоний заедно с Агрипа живеят в Рим и в отсъствието на Октавиан водят държавните дела. Въпреки това, нито един от тях не заема официална длъжност или упражнява никаква магистратура. Престижът на двамата е достатъчен, за да утвърди техния авторитет и власт. И двамата мъже имат право да използват печата на Октавиан и да отварят, четат и променят съдържанието на писмата му до Сената. В този период разкрива и заговор на Лепид Младши (син на Емилий Лепид), който цели убийството на Октавиан.
През 27 пр.н.е. Сената присъжда титлата император на Октавиан, която той приема. Агрипа съветва своя приятел да не унищожава републиканските порядки, докато Меценат е съгласен с монархическото управление, но съветва Октавиан да не предприема деспотични мерки. Двамата активно подпомагат императора и именно те изиграват главна роля в установяване формата на принципат, която продължава чак до така наречената „криза на третия век“ и зараждането на формата на домината.
В отношенията си с Август е освободен от низкопоклонство и има пълна свобода да изразява своите възгледи, често съвършено различни от плановете на императора. Според Светоний, Меценат не притежава умението да мълчи и споделя неща, който би трябвало да запази в тайна. Близостта му с Август му позволява да удържа поривите на императора, които нерядко го водят до жестокост. Стават исторически думите, предадени от Дион Касий: "Surge tandem, carnifex!" (от лат. „Стига, кръвнико!“), с които Меценат спира подписването на множеството смъртни присъди от Октавиан.
Меценат е женен за Теренция или Терентила, сестра на направилия заговор срещу Октавиан, Мурена. Домът му се намирал на хълма Есквилин, в най-укрепената част на Рим, по това време. Имотът включва разкошни цветни градини и отопляем плувен басейн. Светоний казва, че когато Октавиан бил болен, живеел в дома на Меценат.

## Меценат и поетите
Добрите поети от това време намират в лицето на Меценат внимателен, грижовен покровител и защитник; заслугите му към поетите са като заслуги към цялата римска (латинска) поезия. Меценат е покровител на известните поети от това време Вергилий, Варий Руф, Хораций и Проперций, както и на по-малко известните Емилий Мацер, Аристий Фуск, Домиций Марс, Фунданий, Мелис, Плотий Тука, Валгий Руф и др. Домът му на хълма Есквилин се явява като „културен център“. Поетите Вергилий, Хораций и
Проперций имали къщи наблизо. Много вероятно е в този район да са живели и други членове от „кръгът на Меценат“. В сравнение с други части на града тази зона е спокойна и с идеална атмосфера за творчеството на поетите.
Помага на Вергилий да си върне имение, загубено по време на гражданската война, за което поетът разказва в своята „Георгики“. През 33 пр.н.е. подарява на Хораций свое имение в Сабинските гори, за да осигури доходи на поета. Хораций посвещава на Меценат произведенията си „Сатири“, „Еподи“ и „Кармина“.

## Начин на живот
Меценат е поклонник на епикуровата философия. Отдава се на насладите на живота до такава степен, че дори тогавашните римляни казват, че е прекалено. Критиците му обаче също и признават приноса на Меценат. Двама от тях Марциал и Ювенал признават щедрото му покровителство и изказват съжаление, че няма такива покровители през тяхното време. Тацит, който също е критичен към начина на живот на Меценат, подчертава важността му по времето на управлението на Август.
Последните 3 години от живота си страда от безсъние. Умира през 8 пр.н.е., оплакван горчиво от своите приятели и целия народ. Завещава своето имущество на Октавиан Август.

## Забележки
1. ↑  меценат на български и на руски език, μαικήνας на гръцки, mecenaat на нидерландски, mesenaatti на фински, mécénat на френски, Mäzen на немски, mecenate на италиански, mecenat на румънски, mecen на словенски, mecenas на испански.

### Цитирана литература

#### Класически автори
- Николай от Дамаск. „Животът на Август“ //   California State University, Northridge, 1923. (на английски)
- Ливий, Тит. „История на Рим (фрагменти от изгубените книги)“ //  Книга 10.   Perseus Digital Library. (на английски)
- Цицерон, Марк Тулий. Pro Cluentio //   The Latin Library. (на латински)
- Апиан. „Римска История, Римски Войни“ //  Книга 5.   Loeb Classical Library, 1913. (на английски)
- Светоний. „Животът на Август“ //   Loeb Classical Library, 1913. (на английски)
- Светоний. „Животът на Тиберий“ //   Loeb Classical Library, 1913'. (на английски)
- Касий, Дион. „Римска История“ //  Книги 52 и 54.   Loeb Classical Library, 1917. (на английски)
- Плиний Стари. „Естествена История“ //  Книга 7.   Loeb Classical Library. (на латински)

#### Модерни автори
- Syme, Sir Ronald. The Roman Revolution.   Oxford University Press, 1939. (на английски)
- Mountford, Peter. Maecenas.   Routledge, 2019. ISBN 978-0-429-02844-1. (на английски)
- De Quincey, Thomas. Critical suggestions on style and rhetoric with German tales and other narrative papers.   J. Hogg, 1859. (на английски)
- Roddaz, Jean-Michel. Marcus Agrippa.   École Française de Rome, 1984. ISBN 2-7283-0069-0. (на френски)
- Cosme, Pierre. Auguste.   Paris, Librairie Académique Perrin, 2005. ISBN 978-2-262-01881-8. (на френски)
- Temporini, Haase, Hildegard, Wolfgang. Aufstieg und Niedergang der römischen Welt: Principat. v.   De Gruyter, 1990. ISBN 9783110018851. (на английски)
- Bradley, Pamela. The Ancient World Transformed.   Cambridge University Press, 2014. ISBN 978-1-107-78557-1. (на английски)
- Broughton, T. Robert S. The Magistrates of the Roman Republic: Volume II, 99 B.C. – 31 B.C //   New York, The American Philological Association, 1952. (на английски)
- Bowman, Champlin, Lintott, Alan K., Edward, Andrew. The Cambridge Ancient History: The Augustan Empire, 43 B.C. – A.D. 69. Т. 10.   Cambridge University Press, 1996. ISBN 0-521-26430-8. (на английски)
- Wright, Frederick Adam. Marcus Agrippa: Organizer of Victory.   New York, E.P. Dutton & Company, 1937. (на английски)